# Brechten
Brechten, Dortmund-Brechten – dzielnica miasta Dortmund w Niemczech, w kraju związkowym Nadrenia Północna-Westfalia, w okręgu administracyjnym Eving.